# Poienești-Lukașevkacultuur
De Poienești-Lukașevkacultuur is een archeologische cultuur uit de 1e helft van het 1e millennium op het gebied van het huidige Roemenië, Moldavië en Oekraïne.
De cultuur wordt geassocieerd met de Bastarnen.
Onder de vondsten van de Poienești-Lukașevkacultuur bevinden zich opvallende versterkte nederzettingen en uitgebreide dorpen. Er is geen vergelijkbare verscheidenheid aan begrafenisvormen zoals bij de cultuur der Geten.
De oorsprong van de Poienești-Lukașevkacultuur wordt gezocht in de omgeving van de Jastorf- en Przeworskcultuur. De cultuur ontstond tevens onder sterke invloed van de La Tènecultuur.
Studies tonen de noordelijke oorsprong van de begraafplaatsen van Poienești, Lukașevka en Dolynjany, en bevestigen dat de Poienești-Lukașevkacultuur zich niet heeft ontwikkeld uit de Getische cultuur van de 4e-3e eeuw v.Chr.
De afwezigheid van Balkan-Illyrische elementen bij de zuidwestelijke Poienești-Lukașevka-type vondsten suggereert dat deze afkomstig zijn van dat deel van de Bastarnen dat niet betrokken was bij de Balkan-campagnes van de Derde Macedonische Oorlog, namelijk de Peucini.